# 玛哈噶拉庙 (北京西城)
玛哈噶拉庙是位于中国北京市西城区大隆善护国寺后身的一座藏传佛教格鲁派寺院。现已无存。

## 历史
释妙舟《蒙藏佛教史》载，“吗哈噶拉庙。在护国寺夹道，即系护国寺后殿东墙外之后面，原属护国寺。旧殿二进，现均圮为平地，仅存西配殿三间，改为僧寮。额定喇嘛七名。”1940年代，该庙仍为喇嘛庙，开展佛事活动。